# Mîrne, Nadvirna
Mîrne (în ucraineană Мирне) este un sat în comuna Nazavîziv din raionul Nadvirna, regiunea Ivano-Frankivsk, Ucraina.

## Demografie
Componența lingvistică a localității Mîrne
     Ucraineană (99,8%)
     Alte limbi (0,2%)
Conform recensământului din 2001, majoritatea populației localității Mîrne era vorbitoare de ucraineană (99,8%), existând în minoritate și vorbitori de alte limbi.